# Finské muzeum fotografie
Finské muzeum fotografie (finsky Finlands fotografiska museum) je finské soukromé fotografické muzeum v Helsinkách.

## Historie
Muzeum bylo založeno v roce 1969 na popud finských umělců a je považováno za nejstarší muzeum věnované výhradně fotografii v Evropě. Nachází se v bývalé továrně na kabely společnosti Nokia ve čtvrti Gräsviken (Ruoholahti). Zaujímá přibližně 800 metrů čtverečních výstavní plochy.
Sbírky muzea zahrnují asi 3,7 milionu snímků z Finska a dalších zemí, ale především finských snímků z 20. století. Předchozí soukromé sbírky zahrnují fotografie finského fotožurnalisty jménem Kalle Kultala a předchozí archiv fotografií deníku Uusi Suomi (Nové Finsko). Vystavuje také současné finské fotografy (Elina Brotherus, Sanna Kannisto nebo Pentti Sammallahti…), nebo fotografy zahraniční (Alec Soth, Francesca Woodmanová, Dorothée Smith…).
Věnuje také prostor věnovaný vznikající finské fotografii. Muzeum v průběhu roku pořádá různé akce věnované fotografickému umění a aktivně se účastní různých evropských projektů pro nově vznikající fotografii. Má také knihovnu fotografických knih přístupnou po domluvě.
Muzeum vlastní a provozuje Finské muzeum fotografie.

## Fotografie ze sbírek muzea

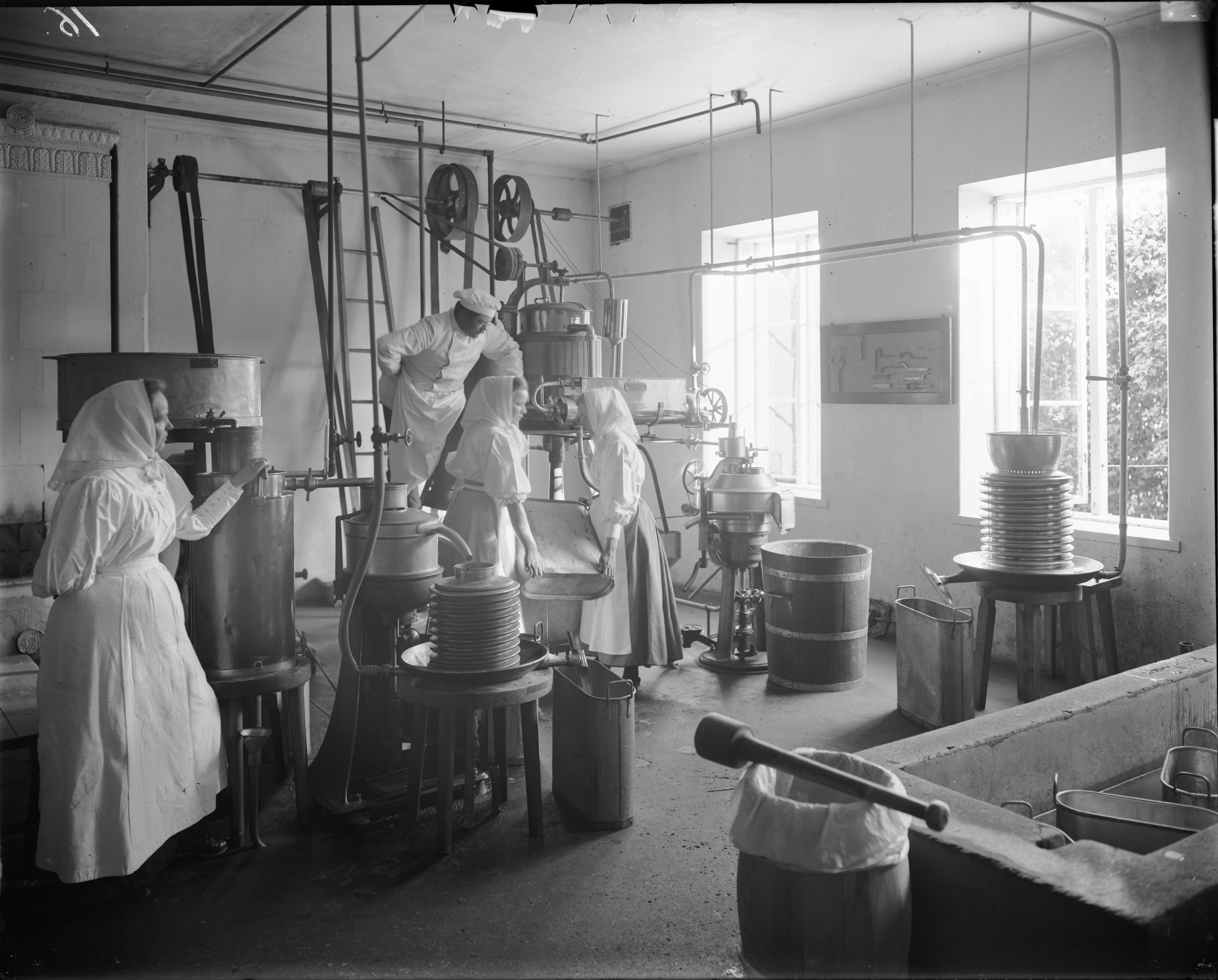
Into Konrad Inha: Mlékárna, 1899
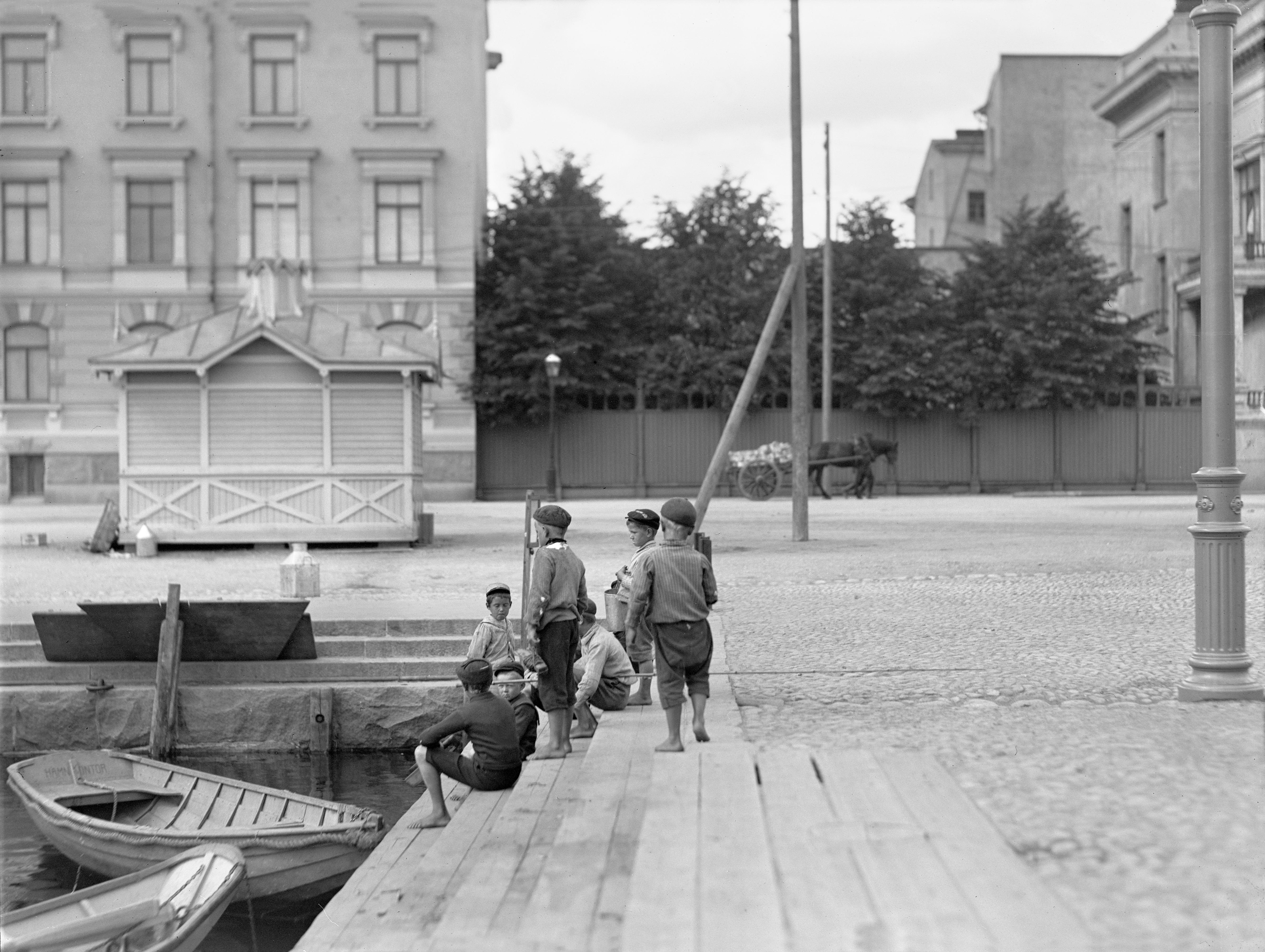
Into Konrad Inha: Chlapci v přístavu Sandviken v Helsinkách, 1908
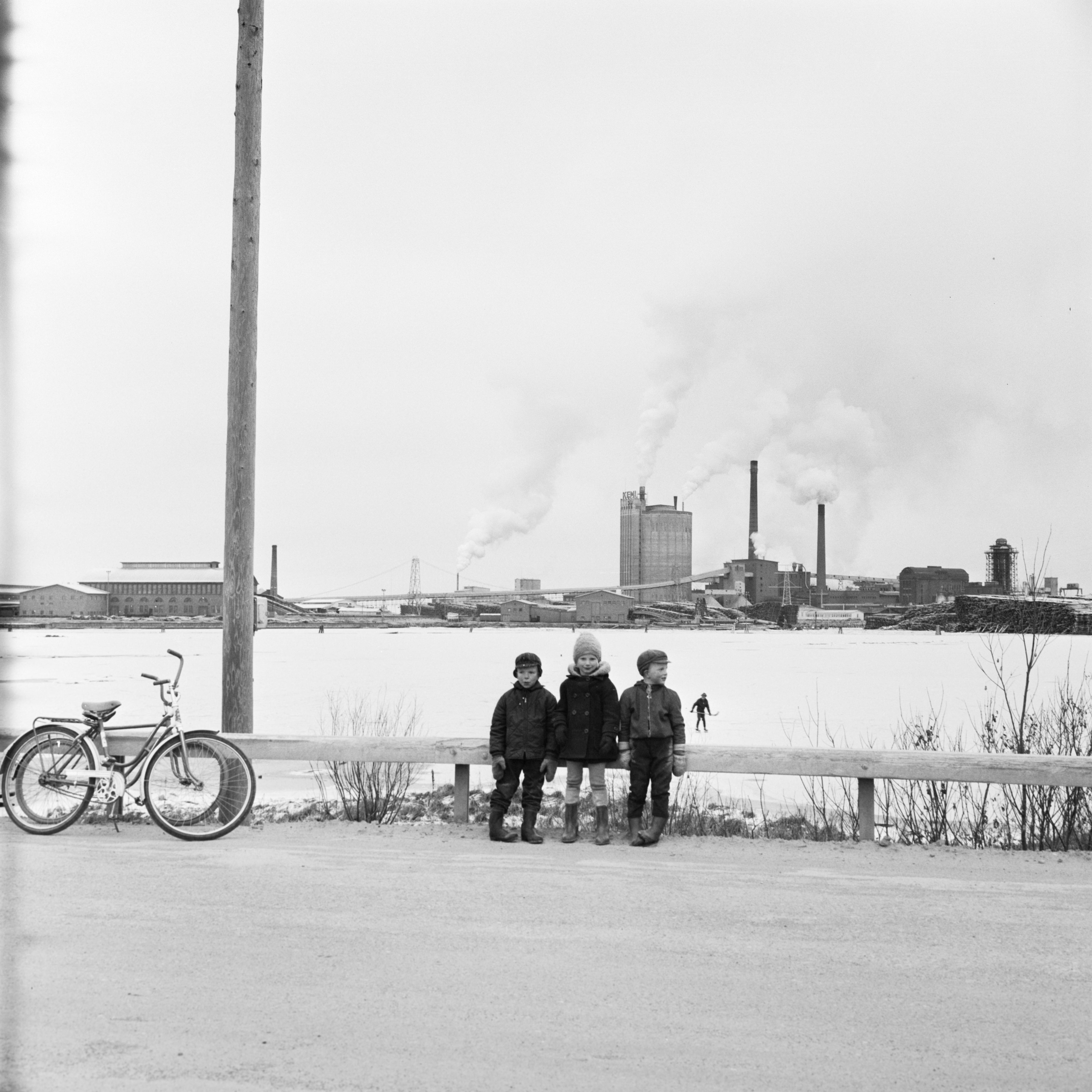
Děti před papírenskou továrnou Kemi, 1963
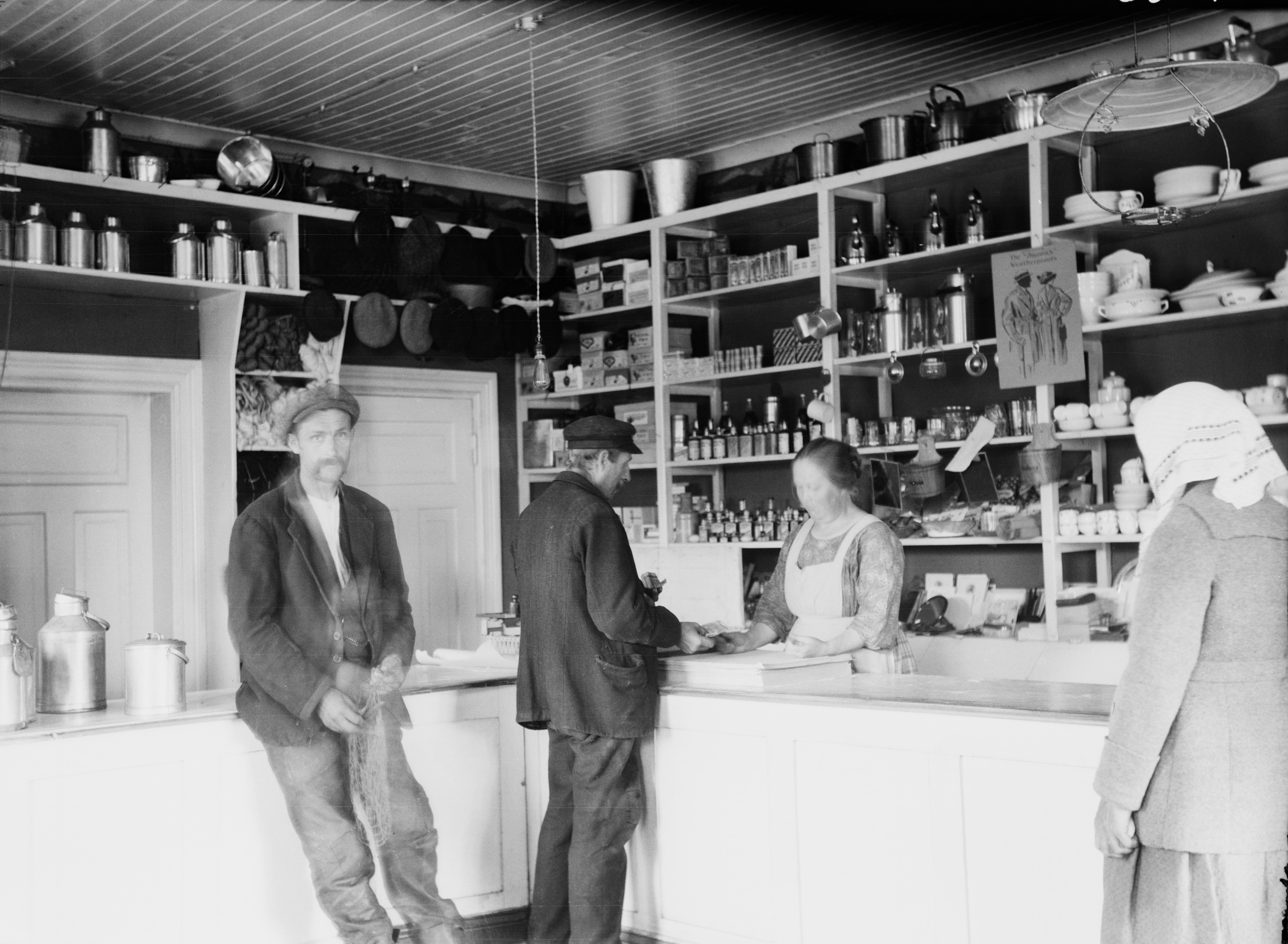
Spotřebitelský obchod, Kemi, 1925
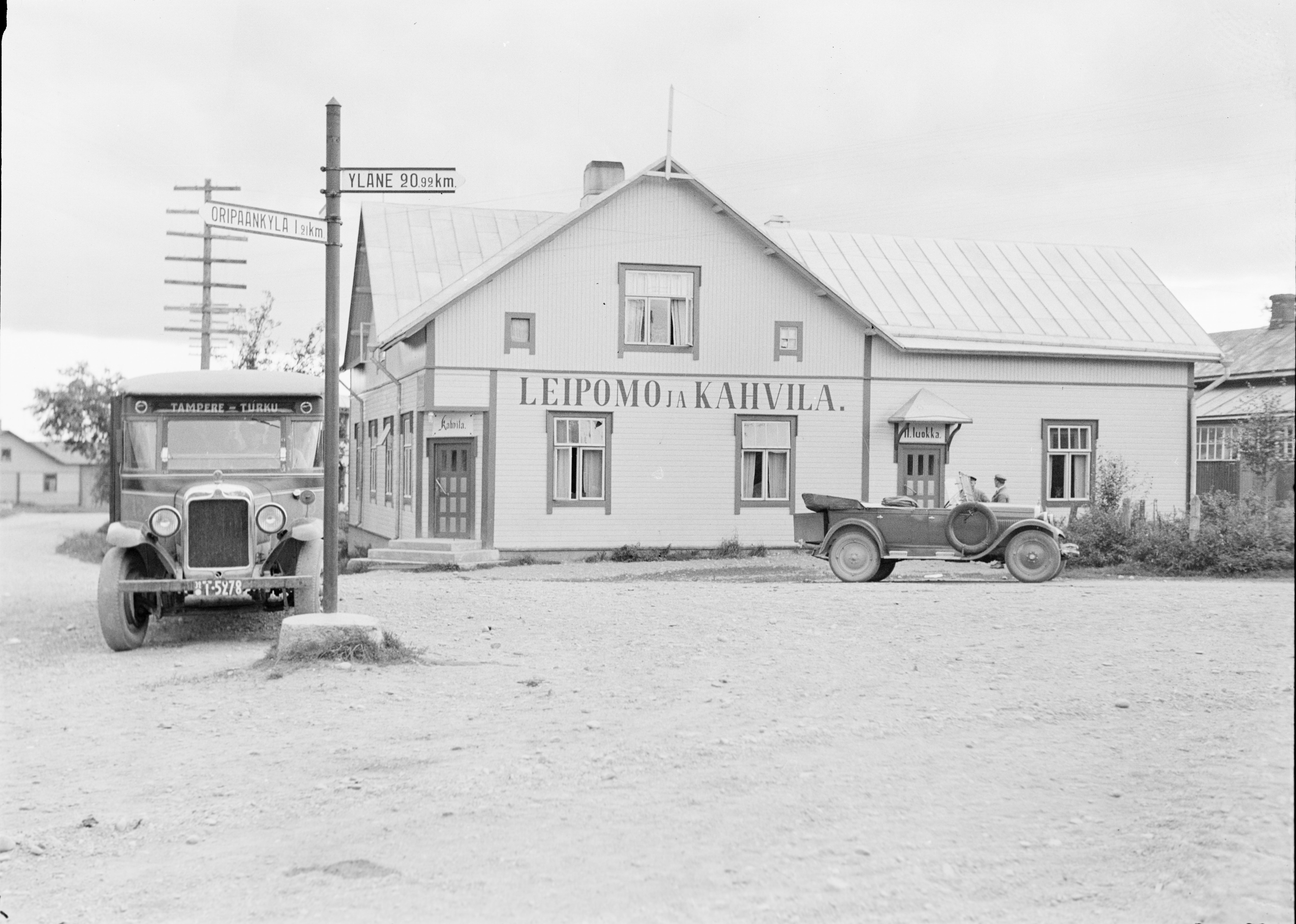
Restaurace v Oripää s autobusem z Tampere do Turku, 1920–1940
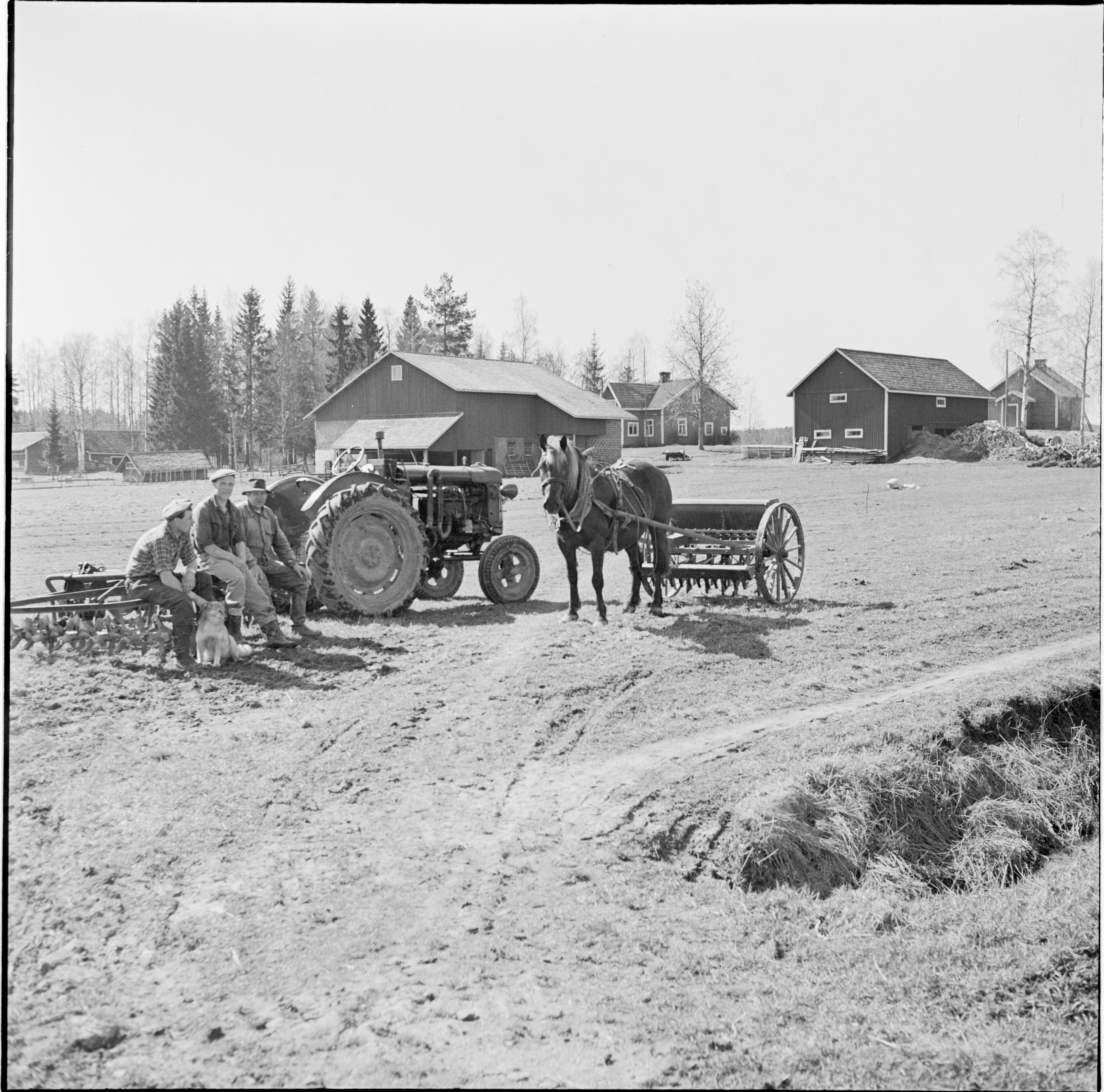
Zemědělství v Nurmijärvi, provincie Uusimaa, 1954
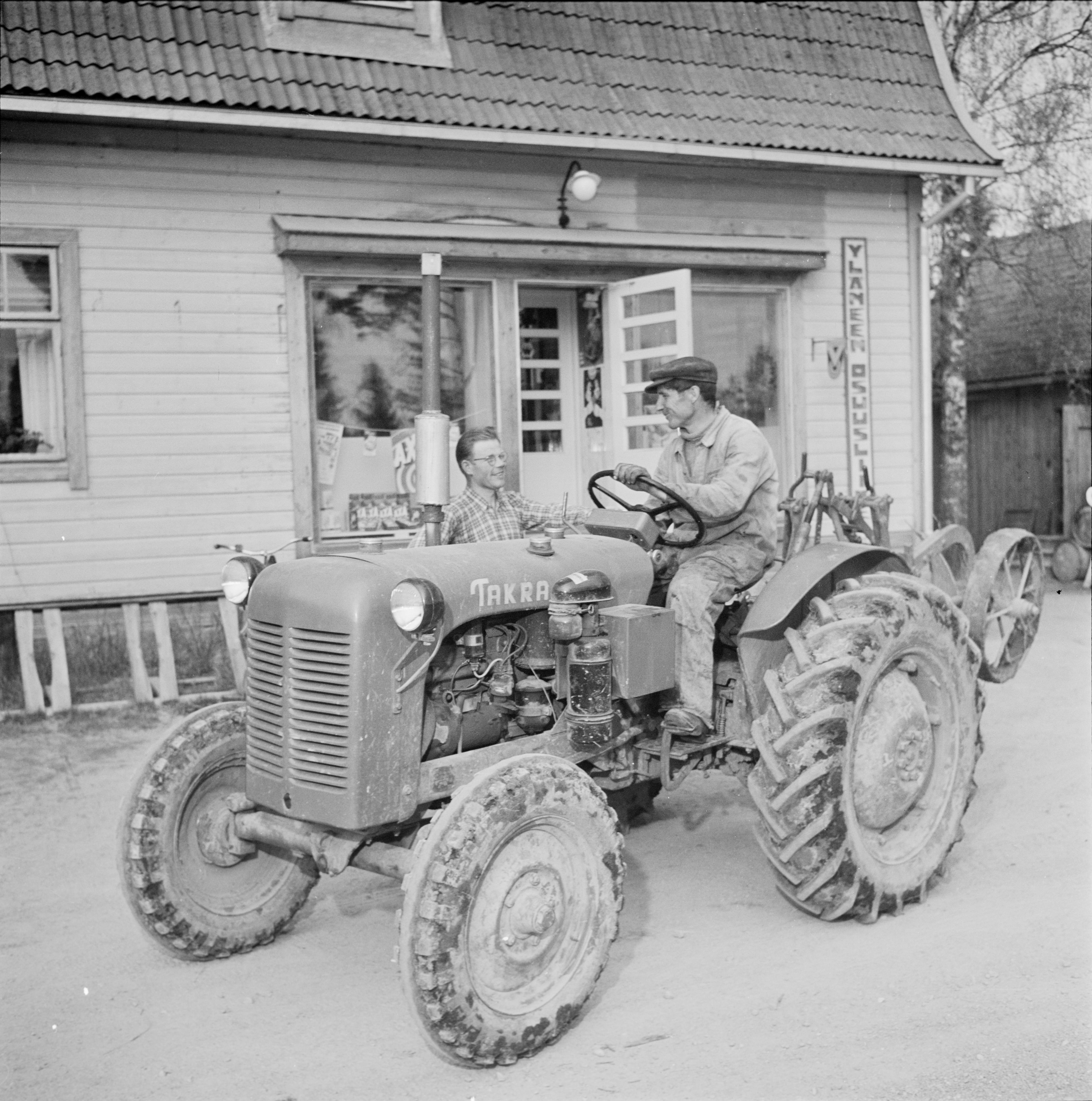
Finský traktor vyrobený společností Takra, 1955
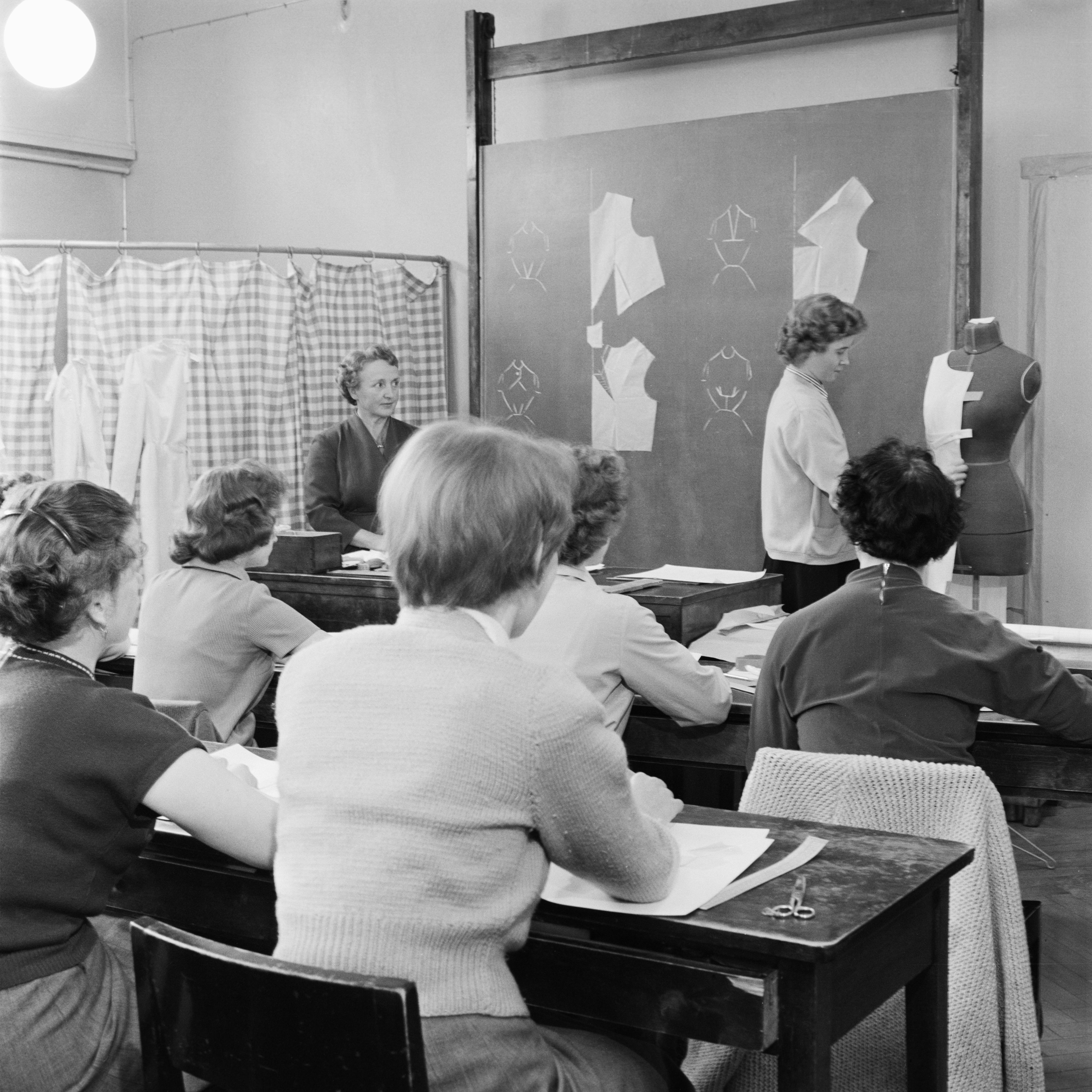
Výuka šití, 1958
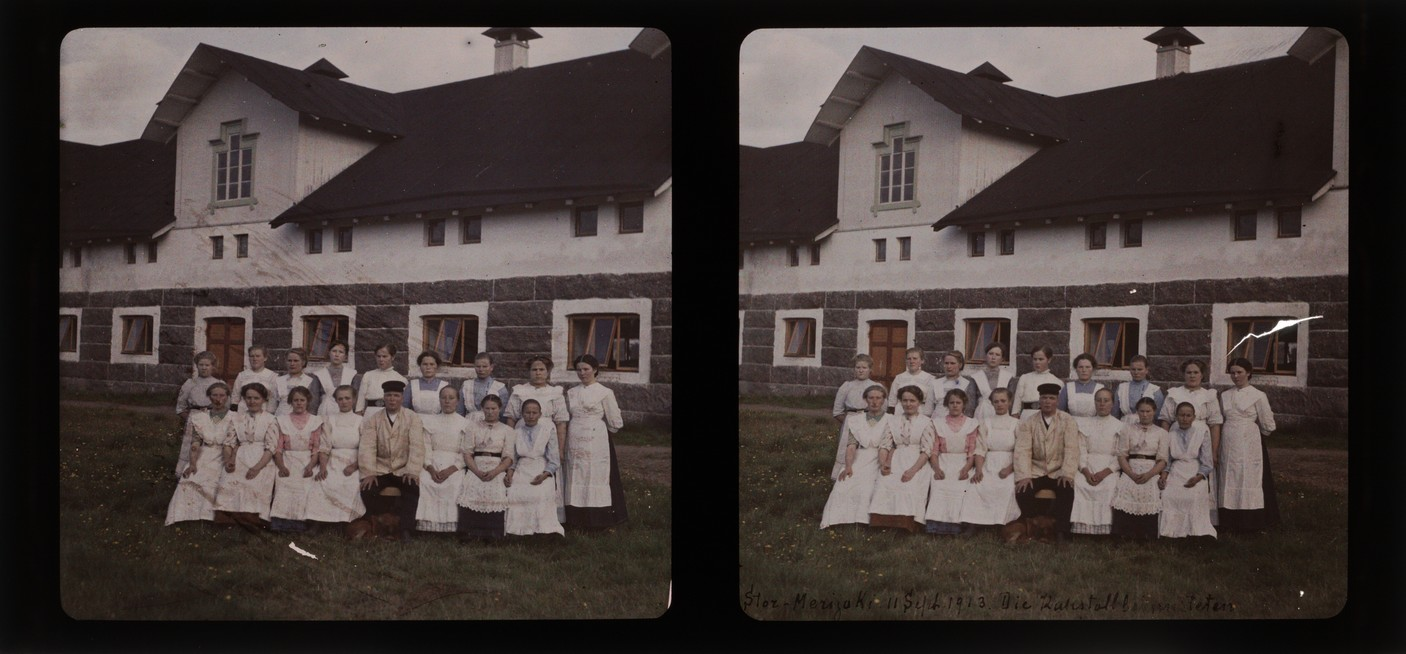
Max Neuscheller
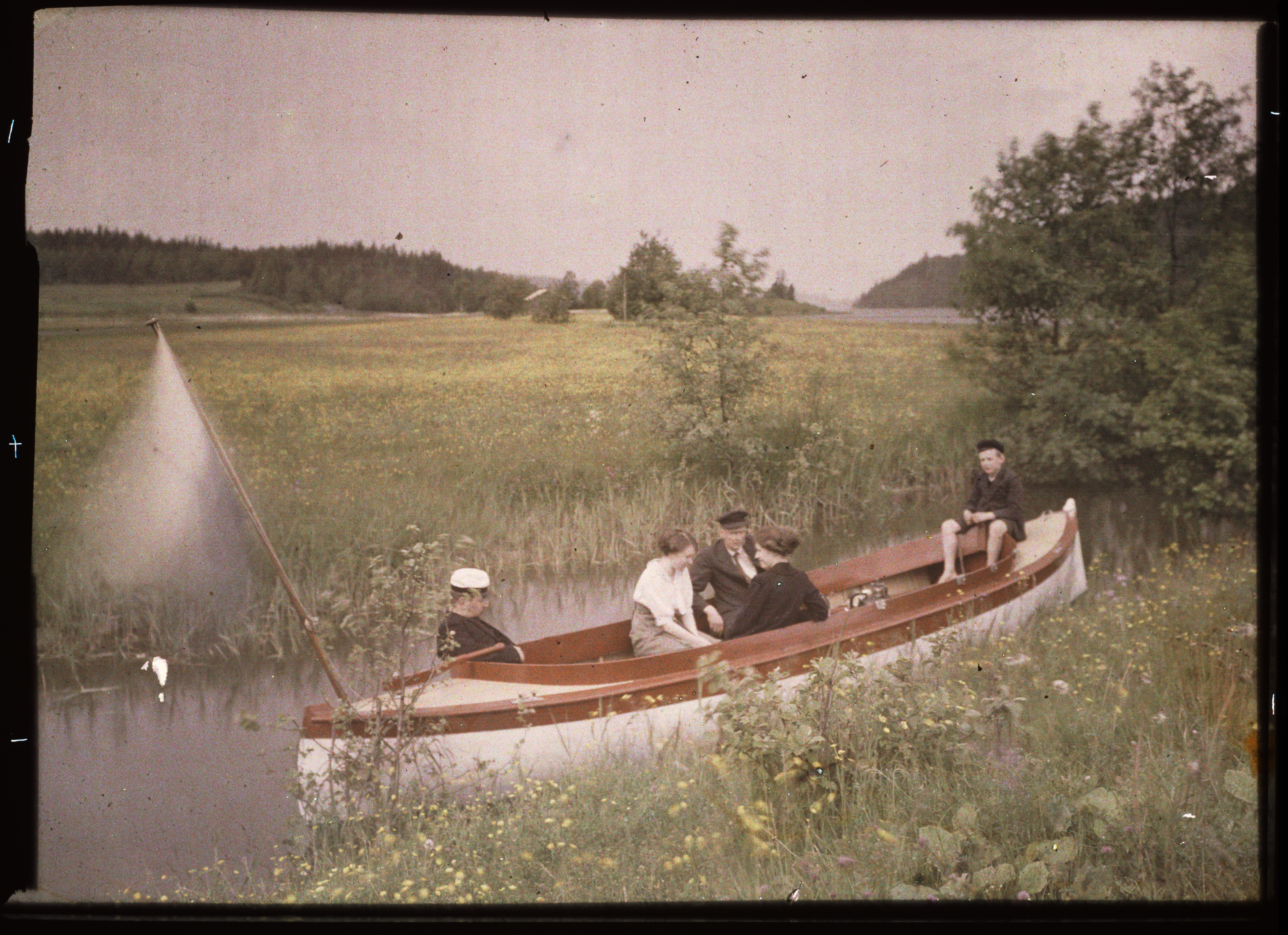
Reino Pietinen
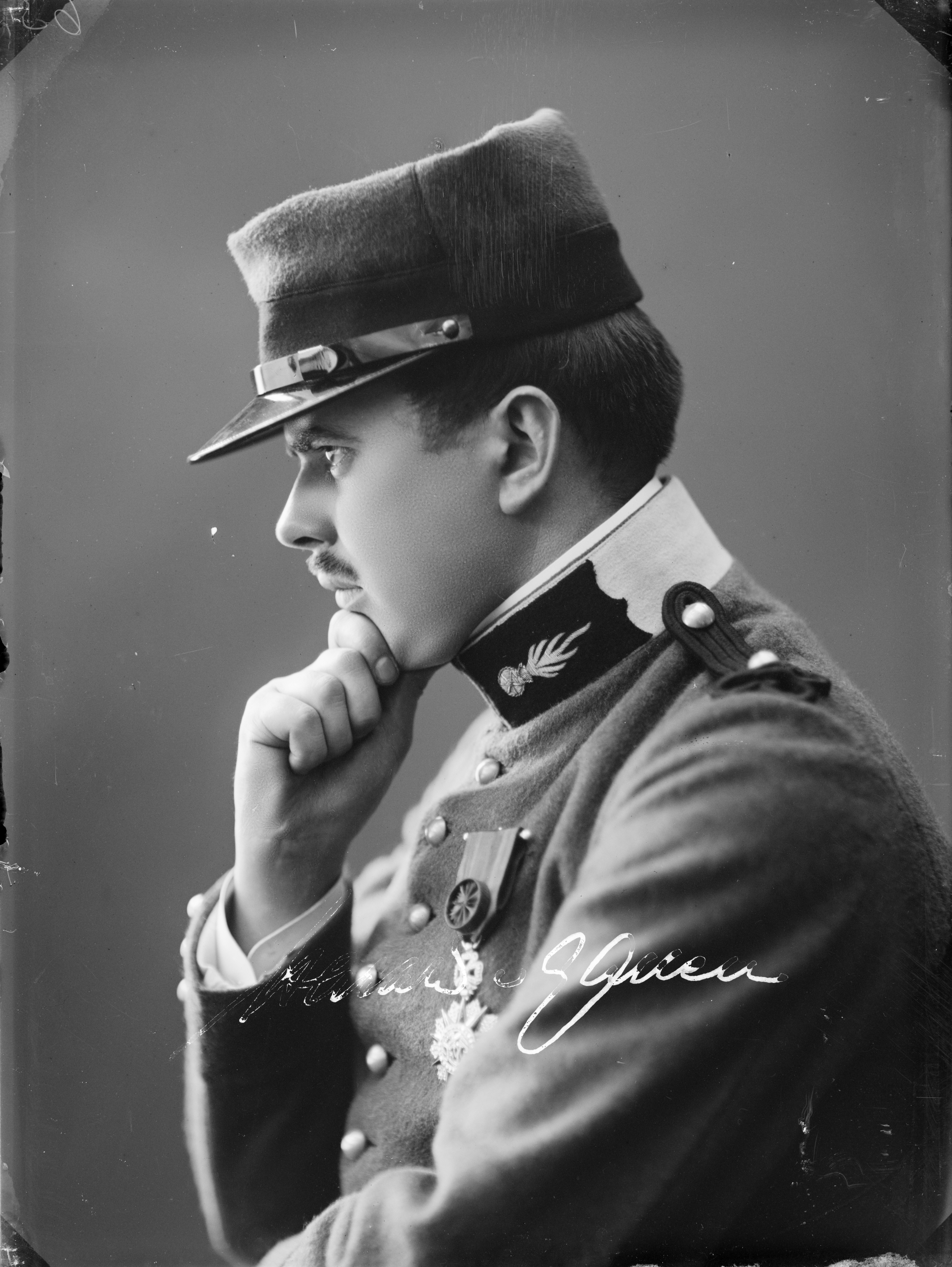
Harald Gallen
Into Konrad Inha: Finská krajina, zemědělské práce, panoramatická fotografie, 1899
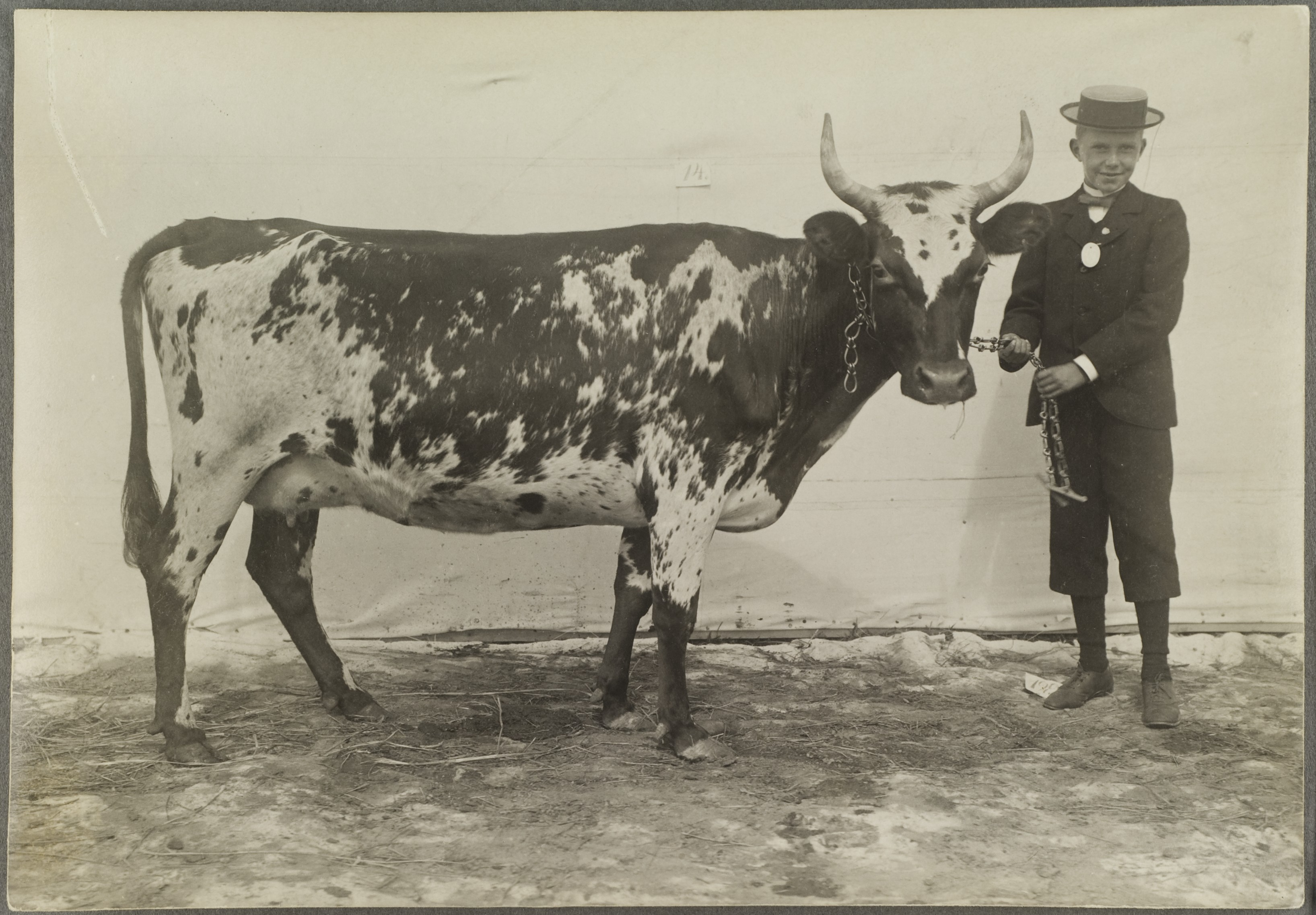
Into Konrad Inha: finské zemědělství